# Permis de construire
Pour l’article homonyme, voir Permis de construire (film).

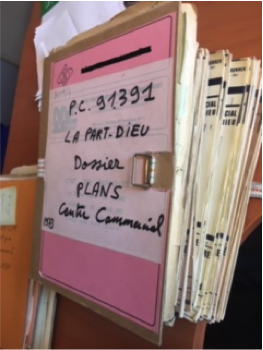
Dossier du permis de construire du centre commercial de la Part-Dieu, à Lyon.

Le permis de construire, ou permis de construction est, dans la réglementation française, un acte administratif qui autorise la réalisation ou la modification d'une construction. Il est, dans le cas général, accordé par le maire de la commune concernée. Le permis de construire rappelle les règles d'urbanisme applicables en fonction de la nature des travaux prévus (taille, emprise au sol, aspect extérieur...) et de l'usage futur des constructions (habitation, commerce, bureau, etc.).

## Contexte
Le droit de construire est étroitement réglementé par un ensemble de textes, dont les buts ont varié (respect des normes d'hygiène et de construction) et consistent essentiellement à maîtriser :
- le développement urbain ;
- l'équilibre entre les zones urbaines et agricoles, de logements, d'emplois ;
- l'implantation et la répartition des équipements publics.

## Historique

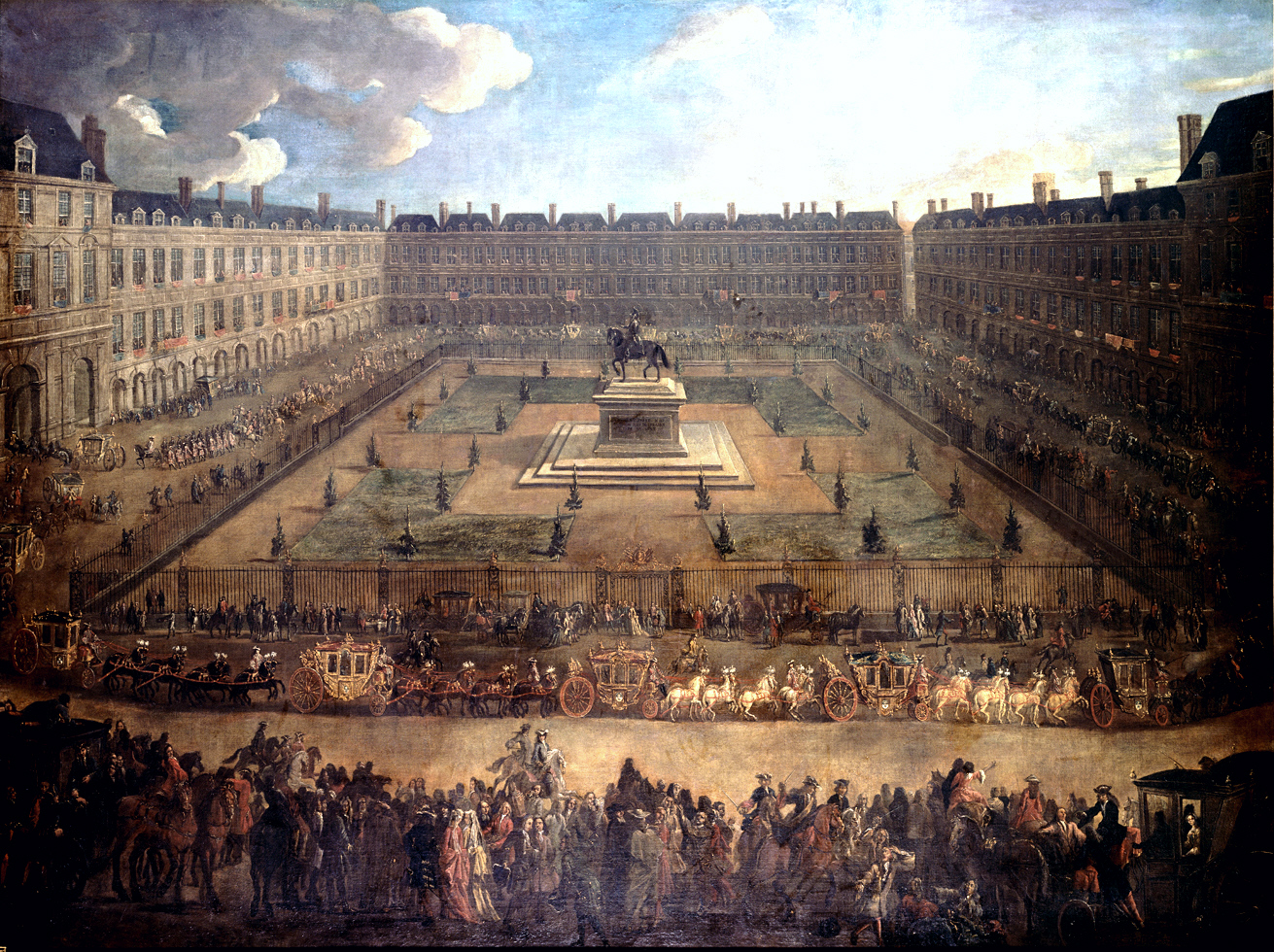
Place royale (actuelle place des Vosges), en 1709.

Le permis de construire, qui naît sous sa forme moderne en 1943, est la conséquence de la préoccupation croissante des pouvoirs publics pour le contrôle des constructions urbaines.
L'édit du grand voyer de France du 16 décembre 1607 impose aux constructeurs le respect du principe de l'alignement. Ce texte est contemporains des premières opérations d'aménagement urbain coordonnées par les pouvoirs publics, notamment  celle de la place des Vosges à Paris.
À Paris seulement, la déclaration du roi Louis XVI du 10 avril 1783 concernant les alignements et ouvertures de rues dans Paris apparaît comme le premier règlement d’urbanisme parisien, dès lors qu'il fixe non seulement la largeur minimale des voies, mais aussi la hauteur des constructions en fonction de cette largeur. Il prévoit également le dépôt du plan des constructions et reconstructions projetées et l’obtention d’une autorisation avant leur mise en œuvre (ancêtre du permis de construire).
Le principe de l'alignement obligatoire est maintenu par la Révolution française et renforcé par la loi du 16 septembre 1807, qui crée les plans et servitudes d'alignements dans les villes de plus de 2 000 habitants.
À Paris seulement, la permission de bâtir (en réalité un droit d'opposition) est ensuite instituée par l'article 4 modifié du décret-loi du 26 mars 1852 relatif aux rues de Paris. Ce décret impose à tout constructeur d'adresser à l'administration des plans du bâtiment projeté et de solliciter le nivellement et l'alignement de la voie publique au droit de celui-ci. L'administration est également en mesure de formuler des prescriptions dans l'intérêt de la sécurité et de la salubrité publique.
La loi sur l'organisation municipale du 5 avril 1884 (article 98), prévoit que « les alignements individuels, autorisations de bâtir et autres permissions de voirie sont délivrées par l'autorité compétente après avis du maire ».
Le permis de bâtir est instauré dans les agglomérations de plus de 20 000 habitants par l'article 11 de la loi sur la santé publique du 15 février 1902, complétée par son décret du 13 août 1902. Certaines communes avaient pris les devants et imposé le permis de bâtir, avant cette date, par exemple Saint-Étienne en 1890. Le délai de réponse est fixé à 20 jours.
Mais ce permis résultait en fait toujours de la police de l'alignement ou de la salubrité, jusqu'à ce que soit créée la police de l'urbanisme par la loi Cornudet du 14 mars 1919. Cette dernière ainsi que la loi du 19 juillet 1924 (article 10) qui la compléta, transformèrent le permis de bâtir en permis de construire dans les communes de plus de 10 000 habitants, celles du département de la Seine, ainsi que les communes sinistrées, pittoresques ou en extension rapide, qui étaient invités à réaliser dans un délai de trois ans un plan d'aménagement, d'embellissement et d'extension.
L'exigence du permis de construire est généralisée à toutes les communes de France par la l'acte dit  loi du 15 juin 1943 du Régime de Vichy,, afin de remplacer les diverses autorisations qu'il fallait auparavant obtenir pour pouvoir construire. Cette décision est confirmée à la Libération par l'ordonnance du 27 octobre 1945 et son décret d'application du 10 août 1946.
La loi portant réforme de l'urbanisme du 31 octobre 1976 confère au permis un rôle fédérateur de plusieurs types d'autorisation existantes.
Une nouvelle étape majeure est franchie avec les lois de décentralisation du 7 janvier et du 22 juillet 1983. En effet, l'urbanisme, auparavant de la seule responsabilité de l’État, incarnés en l'espèce par le préfet et sa direction départementale de l'Équipement, est transféré aux communes, qui étaient déjà responsables de l'approbation de leur plan d'occupation des sols (POS) et, désormais, de l'instruction des demandes de permis de construire lorsqu'elles disposent d'un document d'urbanisme. 
L'État conserve un rôle de contrôle de la légalité des décisions municipales, et, parfois, d'instruction des demandes, notamment pour les communes dépourvues de plan local d'urbanisme (PLU) ou d'un document d'urbanisme équivalent. Le maire peut confier l'instruction des dossiers de permis de construire à ses services, ou à d'autres organismes, comme les intercommunalités.
Une autre réforme importante est apportée par l'ordonnance du 8 décembre 2005 et son décret d'application du 5 janvier 2007, qui ont pris effet en 2007 et est destinée à simplifier le régime des autorisations d'urbanisme, qui ne sont plus que trois (le permis de construire, le permis d'aménager et le permis de démolir) plus qu'un régime déclaratif (la déclaration préalable),  à renforcer la sécurité juridique des autorisations, à garantir les délais d'instruction maxima des demandes et fixant une liste limitative des pièces composant le dossier de demande ou de déclaration,,.

## Définition
Le permis de construire est une autorisation administrative obligatoire qui permet à toute personne (physique ou morale, publique ou privée) d'édifier une construction.
En France, en application de l'article L. 421-6 du Code de l'urbanisme, il permet, comme la déclaration préalable, de vérifier que la construction envisagée respecte les différentes règles issues du Code de l'urbanisme régissant le droit à construire, et notamment le document d'urbanisme applicable, qui détermine la nature des constructions autorisées ou interdites (résidentielles, commerciales, industrielles, agricoles…) selon le caractère de la zone, les destinations (habitation, commerce, hôtel, bureau…), l'implantation, la desserte, la hauteur et l'aspect extérieur de la construction, les normes de stationnement, d'espaces libres ou végétalisés, etc. et qui reprend les servitudes d'utilité publique applicables au terrain. Le permis détermine les taxes exigibles au vu des surfaces autorisées ou contrôle la densité, maintenue à l'article R. 111-21 dudit code à la différence du plafond légal de densité (PLD) ou du coefficient d'occupation des sols (COS) abrogés les 31 décembre 2014 et 1er janvier 2016.
En revanche, il n'a pas pour objet d'assurer le respect des règles de droit privé (droits de propriété ou copropriété, troubles de voisinage, servitudes de mitoyenneté, de vues...), dès lors qu'il est « délivré sous réserve du respect du droit des tiers », ou celui des normes d'habitabilité (hauteur sous plafond…), contrôlées par le code de la construction et de l'habitation. En effet et depuis l’intervention de la loi no 67-1253 du 30 décembre 1967, il ne sanctionne plus les règles de construction, sauf pour les permis portant sur des ERP ou immeuble de grande hauteur (IGH). Le règlement sanitaire départemental constitue néanmoins un règlement qui s'impose aux autorisations d'occupation du sol (C.E. 7 janvier 2004, Nouqué, no 229101, Lebon ; C.A.A. Nancy 30 septembre 1999, Cne d'Ostwald, no 96NC00754) pour ce qui concerne uniquement ses principales dispositions d’urbanisme (implantation, dimensions, assainissement).
La réglementation du permis de construire a été profondément réformée par l'ordonnance du 8 décembre 2005 et le décret d'application du 5 janvier 2007, entrés en vigueur le 1er octobre 2007.

### Constructions existantes

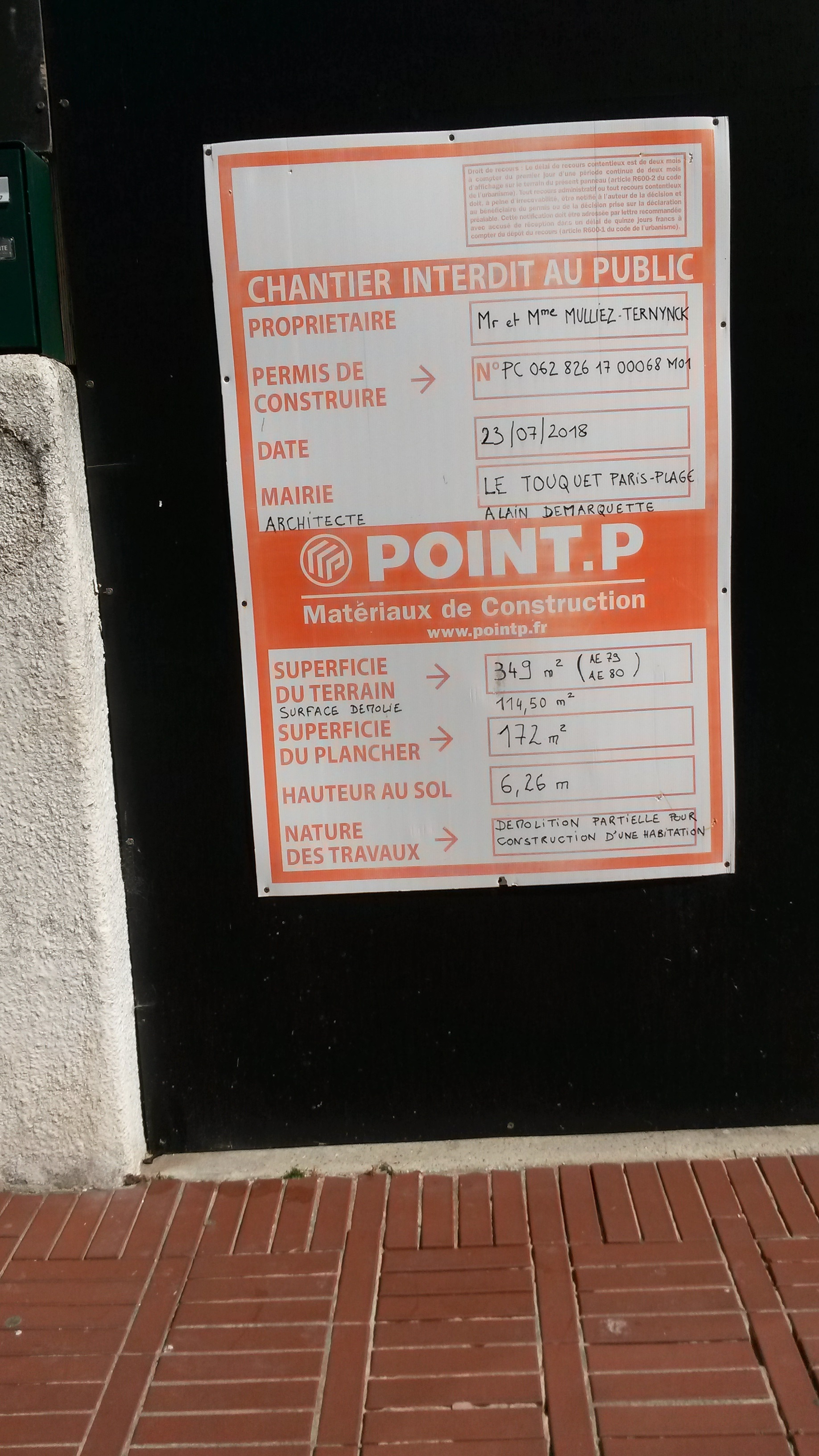
Affichage sur le lieu de chantier d'un permis de démolir partiel - permis de construire, au Touquet.

Le permis de construire est exigible pour les constructions, modifications ou rénovations exécutées sur des constructions existantes, dans les cas prévus seulement aux articles R. 421-13 à 17-1 du Code de l'urbanisme, à l'exception des travaux soumis à déclaration préalable par ces dispositions, et de ceux de simple entretien ou de réparations ordinaires, dans les circonstances suivantes :
- création d’une surface de plancher ou d'emprise au sol supérieure à 20 m2 ou, dans les zones urbaines des plans locaux d'urbanisme, supérieure à 40 m2 lorsque la surface de finale ne dépasse pas le seuil de recours obligatoire à un architecte (150 m2 pour les maisons individuelles) ;
- modification des structures porteuses ou de la façade d'un bâtiment, mais seulement si elle s'accompagne d'un changement de destination des locaux concernés ;
- travaux sur un immeuble en tout ou partie inscrit (et non pas classé[15]) monument historique ;
- travaux de réalisation d'une opération de restauration immobilière (rénovation lourde collective) dans un plan de sauvegarde et de mise en valeur (PSMV).

Selon les articles L. 441-1 et L. 451-1 et suivants du Code de l'urbanisme, les deux autres types de permis (permis d'aménager et permis de démolir) peuvent être combinés avec le permis de construire.

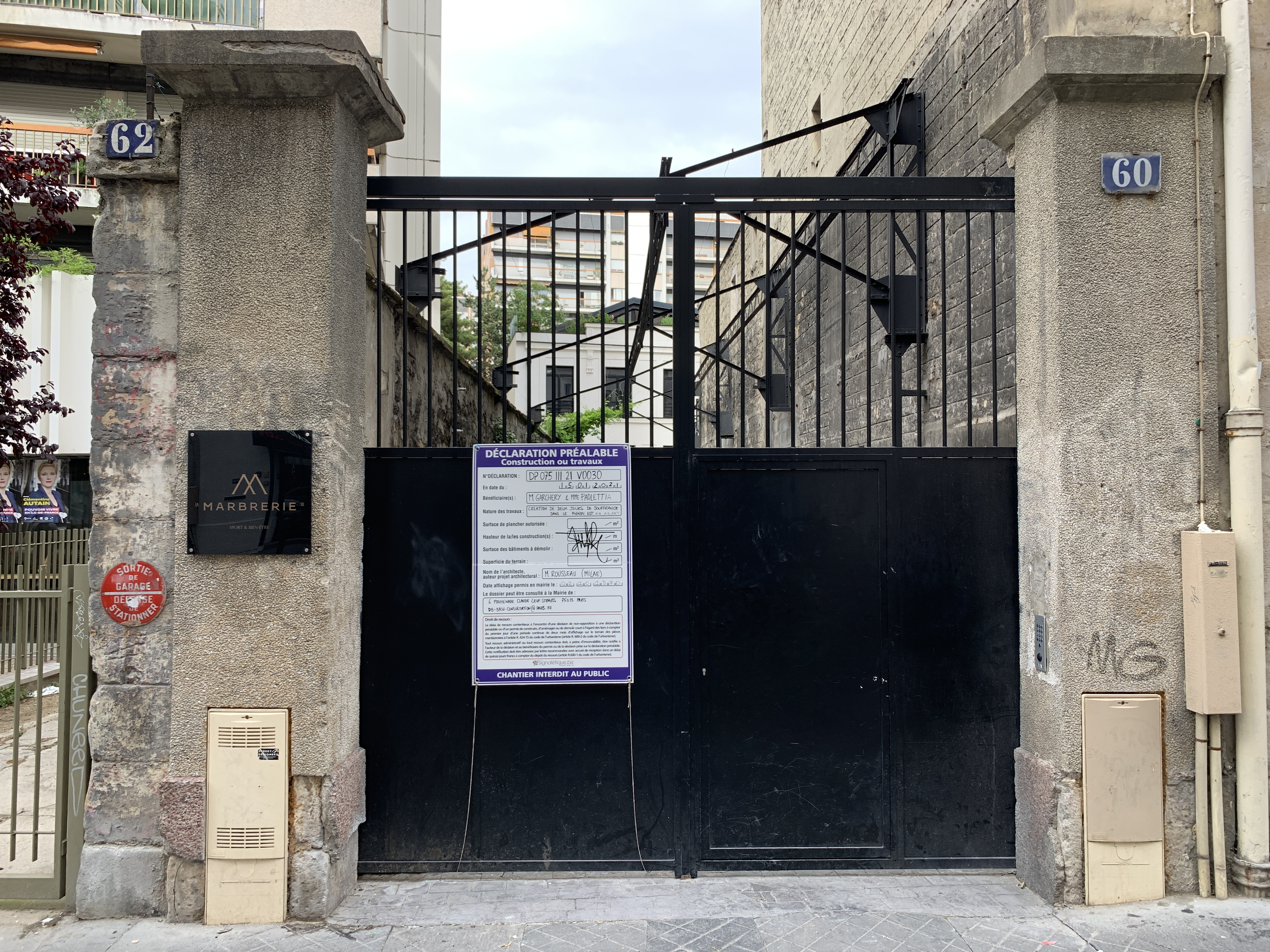
Déclaration de travaux pour la modification d'un Bâtiment, à Paris.

Une procédure simplifiée, la déclaration préalable de travaux ou DP, est applicable pour les travaux suivants sur les constructions existantes :
- création d'une surface de plancher ou d'emprise au sol supérieure à 5 m2 et dont aussi bien la surface de plancher que l'emprise au sol sont inférieures ou égales à 20 m2 (ou à 40 m2 dans le cas précité relatif aux permis de construire) ;
- transformation en surface de plancher de plus de 5 m2 clos et couverts, initialement déductibles au titre de l'article R. 111-22 du Code de l'urbanisme ;
- changement de destination, seulement, d’un bâtiment existant ;
- travaux ayant pour effet de modifier l’aspect extérieur d’un bâtiment existant, hors ravalement ;
- travaux de ravalement de bâtiments protégés localement ou situés en sites ou abords protégés ou dans les communes ayant soumis les ravalement à autorisation ;
- travaux proposés de suppression ou de modification d'un élément identifié par le plan local d'urbanisme ou par délibération du conseil municipal comme présentant un intérêt patrimonial, écologique, etc. ;
- travaux de modification de décorations, immeubles par nature ou par destination attachés à perpétuelle demeure, lorsqu'elles sont protégées par un PSMV (statues, bas-reliefs, cheminées, lambris, plafonds peints ou moulurés, etc.) et, lors de l'élaboration de ce plan seulement, tous les travaux affectant en plus le gros œuvre à l'intérieur des bâtiments.

À compter du 1er mars 2012, les surfaces exprimées en surface hors œuvre nette (SHON) ou surface hors œuvre brute (SHOB) sont considérées comme exprimées en surface de plancher.

### Constructions nouvelles, aménagements et installations

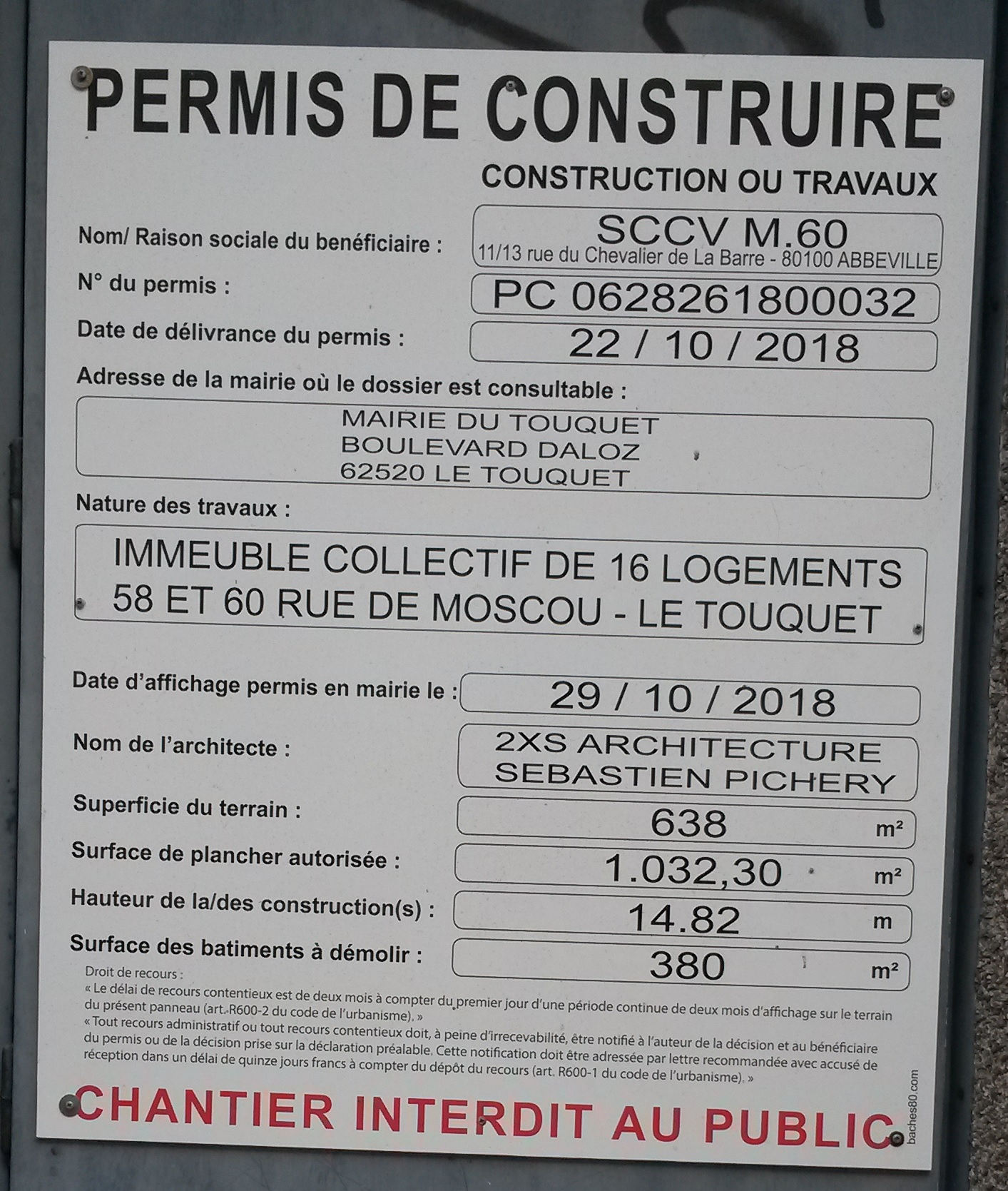
Affichage relatif à un permis de construire, au Touquet-Paris-Plage.

En vertu de l'article R. 421-1 du Code de l'urbanisme, toute construction nouvelle (isolée sur tout ou partie d'un terrain nu) est soumise à permis de construire, à l'exception des constructions dispensées de toute formalité (R. 421-2 à 8-2 du Code de l'urbanisme) et des constructions relevant d'une déclaration préalable.
Certaines constructions nouvelles sont en effet soumises à simple déclaration préalable par les articles R. 421-9 à 12 du Code de l'urbanisme, en raison de leur nature ou de leurs faibles dimensions (piscines, éoliennes, serres, clôtures, etc.), à moins qu'elles ne soient dispensées de toute autorisation, comme certaines constructions temporaires (R. 421-5 à 7 du Code de l'urbanisme) ou certaines démolitions (R. 421-29 du Code de l'urbanisme). Ces critères varient également en fonction des servitudes spécifiques applicables localement. De telles servitudes de protection du patrimoine ou de l'environnement peuvent ainsi exiger l'obtention d'un permis de construire là où une simple déclaration ou une dispense d'autorisation suffirait ailleurs (R. 421-10 à 12 du Code de l'urbanisme). De même, certains aménagements et installations saisonnières ou non (divisions foncières simples, affouillements, coupes d'arbres, mobile-homes, caravanes, etc.) sont dispensés de permis d'aménager et soumis à simple déclaration préalable par les articles R. 421-23 à 25 dudit code, en fonction de leurs dimensions, durée, etc.
Il convient en effet de toujours vérifier si tel ou tel terrain ou bâtiment est ou non inclus dans une zone d'urbanisme particulière : protection de l'environnement, site patrimonial remarquable, protection de monument historique…, ces zones qui possèdent leurs propres critères étant susceptibles d'entraîner des conditions supplémentaires et/ou plus astreignantes pour l'obtention des permis et des déclarations préalables.

Pour le cas particulier des installations de production d'énergies renouvelables, fin 2022, un règlement européen a défini la procédure d'octroi de permis comme 

« la procédure : 
a) comprenant tous les permis administratifs pertinents délivrés pour la construction, le rééquipement et l'exploitation d'installations produisant de l'énergie à partir de sources renouvelables, notamment les pompes à chaleur, les installations de stockage d'énergie colocalisées et les actifs nécessaires à leur raccordement au réseau, y compris les permis de raccordement au réseau et les évaluations des incidences sur l'environnement, le cas échéant; et 
b) comprenant toutes les étapes administratives depuis l'accusé de réception de la demande complète de permis par l'autorité compétente jusqu'à la notification de la décision finale sur l'issue de la procédure par l'autorité compétente »

.

## Démarche
Le dépôt de la demande de permis de construire s'effectue à la mairie du lieu de propriété. D'autres renseignements administratifs sont aussi parfois indispensables. Il faut alors se renseigner auprès des services compétents : le service d'urbanisme de la mairie, la Direction départementale des Territoires (DDT), Direction départementale des Affaires sanitaires et sociales (DDCSPP), Direction régionale des Affaires culturelles (DRAC), Service départemental de l'architecture et du patrimoine, le gestionnaire de voirie. On peut rechercher le cas échéant des renseignements plus techniques sur le sous-sol, l'hydrologie, les anciennes carrières (à Paris : Inspection générale des Carrières).
Le permis de construire doit mettre en œuvre les divers textes réglementaires applicables localement, le plan d'occupation des sols (POS) maintenant remplacé progressivement par le plan local d'urbanisme (PLU) ou la carte communale, ainsi que, dans certains cas, le règlement des lotissements.
Le dossier de demande comporte un formulaire, le plan de situation du terrain (Il faut préciser l'échelle avec laquelle le projet a été tracé. On utilise une échelle de 1/20 000 pour une zone rurale et une échelle comprise entre 1/2000 ou 1/5000 pour une zone urbaine), le « plan de masse » (plan du terrain sur lequel sont figurés le nivellement, les édifices à construire, les réseaux, les voies de desserte), les élévations et coupes permettant de se représenter avec précision l'importance et l'aspect de la (ou des) future(s) construction(s), une note descriptive et des documents d'insertion (perspectives ou photomontages) permettant d'apprécier l'impact visuel du projet sur le paysage.
Plusieurs demandes de permis de construire peuvent être déposées en même temps sur une même propriété.

### Instruction de la demande
La demande est examinée par le service d'urbanisme de la mairie ou de l'intercommunalité, ou par les services préfectoraux, pour vérification de la conformité de la demande avec les divers règlements et principalement le document d'urbanisme applicable à la commune. Parallèlement, le dossier est soumis à l'avis des divers services ou commissions compétents à l'échelon local ou départemental (par exemple : les Pompiers pour les questions de sécurité, l'Architecte des Bâtiments de France pour la protection du patrimoine architectural environnant, etc.).
Lors du dépôt de la demande, l'administration précise au demandeur le délai dans lequel la réponse devra être apportée : deux mois lorsqu'il concerne une maison individuelle, ou trois mois dans les autres cas. Dans les cas définis par le code de l'urbanisme, ce délai peut être prolongé pour tenir compte de l'importance du projet ou pour permettre la consultation de commissions diverses. Cette majoration de délai doit cependant être indiquée au pétitionnaire dans le premier mois qui suit l'enregistrement de sa demande.
Selon le résultat de l'instruction, le maire de la commune (ou, exceptionnellement le préfet) accorde ou refuse le permis. Cette décision peut être tacite, lorsque aucune réponse formelle n'est notifiée au demandeur à l'échéance du délai légal d'instruction. En principe favorable, la décision tacite peut cependant être un refus dans les hypothèses mentionnées aux articles R. 424-2 et suivants du code de l'urbanisme.
La décision de permis de construire peut être contestée par les tiers (voisins proches, associations…). Ces personnes disposent d'un délai de deux mois après affichage du panneau de permis de construire sur le terrain pour formuler un recours gracieux auprès de l'autorité ayant délivré le permis ou un recours en annulation devant le tribunal administratif territorialement compétent.
Au titre du contrôle de légalité des actes des collectivités territoriales, le préfet dispose également d'un délai de deux mois à compter de la réception du dossier de permis de construire à la préfecture pour en contester la légalité, lorsqu'il est délivré par le maire, au nom de sa commune.
Le maire peut également revenir sur la décision délivrée pendant un délai de trois mois, au titre du « droit de retrait », s'il estime que sa décision initiale était illégale et après avoir demandé au bénéficiaire de présenter ses observations.
Il est donc prudent de ne pas entreprendre les travaux avant l'achèvement de cette période de recours.

### Affichage

Un exemple de panneau d'affichage de permis de construire

Dès l'obtention du permis de construire, celui-ci est publié en mairie (affichage administratif).
Il doit obligatoirement être affiché, de manière à être visible depuis la voie publique, sur le terrain par le propriétaire, sur un panneau rectangulaire ayant plus de 80 cm dans chaque dimension et comprenant les mentions définies par les articles A 424-15 à A 424-18 du code de l'urbanisme. En application de l'article R. 600-2 du code de l'urbanisme, le délai de recours contentieux des voisins et autres personnes concernées contre un permis de construire ne commence à courir qu'à compter du premier jour d'un affichage régulièrement effectué pendant une période continue de deux mois.
C'est pourquoi, d'une part, le bénéficiaire du permis de construire doit porter une attention à la régularité des mentions portées sur le panneau d'affichage et veiller à ce que l'affichage réalisé sur son terrain soit bien visible et lisible depuis une voie publique ou une voie ouverte au public (ou, le cas échéant, la voie ouverte au public la plus proche du projet si celui-ci prend place le long d'une voie privée interdite au public). Une tentative de dissimulation du panneau ou un défaut d'affichage régulier a pour effet de ne pas faire courir le délai de recours contentieux contre le permis.
Pour que le délai de recours puisse courir, il faut également que le panneau reste en place de manière ininterrompue durant deux mois. Si l'affichage du permis sur le terrain est interrompu (par exemple effacement des mentions, ou panneau arraché) pendant le délai de deux mois, même brièvement, le délai n'aura pas commencé à courir. Et c'est aussi pourquoi, il est fortement conseillé de faire constater la réalité de cet affichage par trois constats d'huissier afin d'en établir le caractère continu, l'un le premier le jour de l'affichage, le deuxième vers la fin du premier mois d'affichage et  le dernier plus de deux mois après le début de l'affichage,.
S'il doit rester en place pendant toute la durée du chantier, seul son affichage durant les deux premiers mois est requis pour faire courir le délai de recours contentieux.

### Coût
La gestion administrative du permis de construire est financée sur fonds publics. En revanche, les honoraires de l'architecte sont payés par le déposant.
Dans le cadre d'un permis de construire, le recours à un architecte (inscrit au tableau de l'ordre des architectes) est obligatoire quelle que soit la surface construite si le maître d'ouvrage est une société. Les particuliers construisant pour eux-mêmes sont dispensés de recours à un architecte si la surface de plancher et l'emprise au sol de la construction sont inférieures à 150 m2 (depuis le 1er mars 2017).
Le recours obligatoire à un architecte dans le cadre d'une demande de permis de construire consiste au minimum en une mission de conception du projet, la finalité de cette mission étant l'élaboration du dossier de demande de permis de construire et sa signature.
Les honoraires d'un architecte sont en général calculés en fonction de l'importance et de la complexité du projet, et peuvent être définis en pourcentage du montant estimé des travaux, ou forfaitaires.
Enfin, le fait de réaliser une construction peut donner lieu à la perception d'un impôt spécifique au profit de la commune, payable en deux fois : la taxe locale d'équipement ou, à compter du 1er mars 2012, la taxe d'aménagement (payable 12 mois et 24 mois après l'obtention du permis de construire).
Depuis l'application de la réglementation thermique 2012, il est nécessaire de fournir un justificatif de prise en compte de cette réglementation. Ce justificatif est obtenu via une étude thermique qui est facturée par un bureau d'étude thermique.

### Durée de validité
En vertu de l'article R. 424-17 du Code de l'Urbanisme, la durée de validité d'un permis de construire est de trois ans (décret no 2016-6 du 5 janvier 2016). Le permis de construire devient caduc si les travaux n'ont pas été engagés avant l'expiration de ce délai.
Cependant, la validité peut-être prolongée d'un an sur demande expresse du bénéficiaire. La demande doit être faite deux mois minimum avant la caducité de l'autorisation et il faut que l'administration réponde avant l'expiration du délai de validité du permis.
Cette prorogation d'un an peut être demandée deux fois (R. 424-21 du C.U.), portant ainsi le délai de validité à cinq ans au maximum.
Des allongements provisoires avaient auparavant été instaurés par :
- la loi no 94-112 du 9 février 1994 : les permis délivrés entre le 10 février 1994 et le 31 décembre 1994 ont une validité prorogée d'un an.
- la loi no 95-74 du 21 janvier 1995 : les permis délivrés entre le 22 janvier 1995 et le 1er juillet 1995 ont une validité prorogée d'un an.
- le décret du 19 décembre 2008 : les permis délivrés à partir du 20 décembre 2008 et avant le 31 décembre 2010 ont une validité de trois ans[24]. Le chantier doit donc être commencé avant ce délai. Une prolongation (une fois) du permis de construire peut être demandée au moins deux mois avant la fin de validité.
- le décret no 2014-1661 du 29 décembre 2014 : le délai de validité des permis de construire intervenus au plus tard le 31 décembre 2015 est porté à trois ans. La règle s'applique aussi aux autorisations en cours de validité à la date de publication du décret (le 30 décembre 2014). Il est abrogé par le décret no 2016-6 du 5 janvier 2016.

Le permis est également périmé si, en cours de travaux mais après l'expiration du délai de validité initiale de trois ans, le chantier est interrompu pendant plus d'une année consécutive. Son délai de validité est en revanche suspendu en cas de recours contentieux (R. 424-19 du C.U.).

### Déclaration d'ouverture et d'achèvement de travaux et certificat de conformité
À l'ouverture du chantier, le maître d'ouvrage doit déposer en mairie un formulaire de déclaration d'ouverture de chantier (DOC).
À l'achèvement des travaux un formulaire doit être également déposé en mairie : une déclaration attestant l'achèvement et la conformité des travaux (DAACT). Les services compétents peuvent provoquer alors une visite pour vérifier la conformité de la réalisation avec les plans déposés, et contester la déclaration du maître de l'ouvrage sous un délai de 3 mois ou 5 mois. Ce document sera ultérieurement indispensable en cas de vente ou de modification de la construction.
Au bout du délai de 3 ou 5 mois, si l'administration n'a pas contesté la conformité des travaux déclarée par la DAACT, la conformité des travaux est acquise automatiquement, de manière tacite. En effet, l'autorité compétente (en règle générale, le maire) ne délivre plus de certificat de conformité depuis la réforme de 2007 du code de l'urbanisme, c'est le pétitionnaire qui déclare sur l'honneur que les travaux réalisés sont conformes.
Le bénéficiaire de l'autorisation peut cependant demander par écrit une attestation de non contestation de la conformité à l'autorité compétente.

### Statistiques (Base de donnéesSitadel)
Il existe une base de données dédiée aux permis de construire délivrés pour les constructions neuves ou la transformation de constructions existantes nécessitant un permis. Cette base de données est dénommée Sitadel (acronyme de Système d'Information et de Traitement Automatisé des Données Élémentaires sur les Logements et les locaux), accessible sur le portail Open Data français. Elle comprend les informations du formulaire envoyé par les demandeurs aux centres instructeurs. Les mouvements relatifs à la vie du permis (dépôts, autorisations, annulations, modificatifs, mises en chantier, achèvements des travaux) sont envoyés chaque mois au Service de la donnée et des études statistiques (SDES) qui en tire ses statistiques (statistiques mensuelles sur la construction neuve, ou indices de consommation foncière, et autres analyses utiles à l'élaboration, la mise en œuvre ou l'évaluation de politiques publiques du domaine de la construction neuve, de l'aménagement du territoire, etc.).
Depuis le 1er janvier 2018, ce SDES dépose mensuellement en ligne les événements relatifs aux projets de construction (dépôt de la demande de permis, autorisation et début des travaux), d'après la base Sitadel depuis la précédente mise à disposition ; dans un premier temps seuls les permis de construire déposés par les personnes morales sont entièrement pris en compte (les autres sont anonymisés afin de protéger les personnes physiques). Deux listes sont diffusées par mois : 1) pour les permis destinés à la construction de logements ; 2) pour la construction de locaux non-résidentiels. Ces deux listes sont conservées un an en ligne. La diffusion des listes de permis de construire pour les personnes physiques se fera après avis de la CNIL et sur la base d'un nouveau « décret de diffusion ». Un dictionnaire des variables est en ligne pour permettre aux utilisateurs de comprendre les statistiques.
Depuis la fin 2018, un programme (licence ouverte) permet de facilement cartographier en ligne, de manière interactive, les Permis de construire délivrés aux personnes morales (pour les locaux et les logements).

### Permis de construire dématérialisé
Depuis le 1er janvier 2022, un usager peut déposer un permis de construire en ligne auprès d'une commune. Cette procédure est gratuite et se fait à distance.
D'après le Ministère de la Transition écologique et de la Cohésion des territoires, toutes les communes doivent être en mesure de recevoir sous forme électronique les demandes d’autorisation d’urbanisme. Les communes de plus de 3 500 habitants doivent également disposer d'une procédure pour traiter les demandes de permis de construire dématérialisées. Cette démarche s'inscrit dans la loi ELAN (portant évolution du logement, de l'aménagement et du numérique). De nouveaux formulaires CERFA sont disponibles depuis le 22 février 2022.
Les permis étant délivrés par les autorités compétentes des différentes municipalités ou municipalités régionales de comté, les conditions d'obtention peuvent varier.

### Formulaires à télécharger
- France :
  - Demande de permis de construire n° Cerfa 13409
  - Demande de permis de construire d'une maison individuelle n° Cerfa 13406